# Jumping Ship
Jumping Ship (titulada Un junior en aprietos 2: Perdidos en la isla en México y Marineros de agua dulce en España) es una Película Original de Disney Channel transmitida por primera vez en Estados Unidos el 17 de agosto de 2001, por Disney Channel. Fue dirigida por Michael Lange y protagonizada por los hermanos Joey, Andrew y Matthew Lawrence.
Es la continuación de la película de 1999, Horse Sense.

## Argumento
Aunque Michael se ha convertido en un individuo más maduro desde la primera película y muestra más preocupación por los demás, todavía siente que, por derecho de nacimiento, merece comenzar en la cima del bufete de abogados de su padre. El padre de Michael le ofrece un puesto en el bufete de abogados: un trabajo de oficinista, y explica que solo después de un conocimiento profundo del bufete, una graduación de la escuela de derecho y pasar el colegio de abogados del estado se le considerará para una sociedad. Michael se va de vacaciones de verano con Tommy a Australia. Michael tiene grandes planes para mostrarle a su primo Tommy un buen momento a bordo de un yate de lujo, hasta que descubre que el yate que alquiló es en realidad un viejo y oxidado barco de pesca. Pero cuando los piratas de hoy en día persiguen al barco de pesca, los niños se ven obligados a abandonar el barco, dejándolos varados en una isla desierta. Los piratas están liderados por Frakes, quien anteriormente había robado a Michael y descubrió a través de su identificación que proviene de una familia adinerada. Los piratas planean secuestrar a Michael por un gran rescate. Mientras tanto, Tommy y Michael luchan por encontrar el camino en la isla para encontrarse con el capitán del barco, Jake Hunter, quien hundió el barco de pesca para perder a los piratas. Más tarde admite que odiaba ser capitán de un barco de pesca y solo se mantuvo firme porque era la vocación de su difunto padre.Después de varios días, los piratas finalmente encuentran a los chicos cuando Michael dispara una pistola de bengalas para llamar la atención de los aviones. Mientras intentan salir de la isla en su balsa, dos de los piratas se acercan a ellos. Michael y Jake se alejan nadando y dejan a Tommy, que no puede quitarse el chaleco salvavidas, y prometen rescatarlo más tarde. Michael y Jake idean un plan para recuperar a Tommy. Jake y Tommy burlan a los piratas al escapar en su lancha rápida, Frakes intenta dispararle a Michael, pero falla debido a que su arma de fuego está disparada de arenas movedizas en las que se había quedado atrapado antes mientras perseguía a Michael; dejando a los villanos varados. Cuando los niños escapan, piden ayuda a la Guardia Costera Australiana. Los piratas son arrestados y su lancha rápida es incautada. Durante un almuerzo que los niños tienen con el padre de Michael y la madre de Tommy, Michael llega y les dice a Jake y Tommy que debido a la confiscación de activos. El barco de Frakes ahora es de su propiedad. Michael propone usar la lancha rápida, combinado con el dinero de la recompensa, para lanzar un servicio de recorrido en bote con Jake y Tommy como sus socios, y Jake capitaneando el bote. Michael también le dice a su padre que comenzará el proceso de solicitud para la escuela de leyes y acepta el trabajo de secretario de su padre para ayudarlo a prepararse para eso. El padre de Michael está orgulloso de él por entrar en el negocio con él (pero ahora con una visión más madura), y ahora se da cuenta de que no existe un camino real hacia el éxito.

## Reparto
- Joey Lawrence - Michael Woods
- Matthew Lawrence - Jake Hunter
- Andrew Lawrence - Tommy Biggs
- Anthony Wong - Frakes
- Jaime Passier-Armstrong - Jonas
- Martin Dingle-Wall - Dante
- Susan Walters - Jules Biggs
- Stephen Burleigh - Glen Woods
- Todd Worden - Mark Sanders
- Carly Movizio - Heather Hitt
- Jack Heywood - Valet
- Stephen Collins - Jardinero

- Datos: Q1763592